# Zelený kšilt

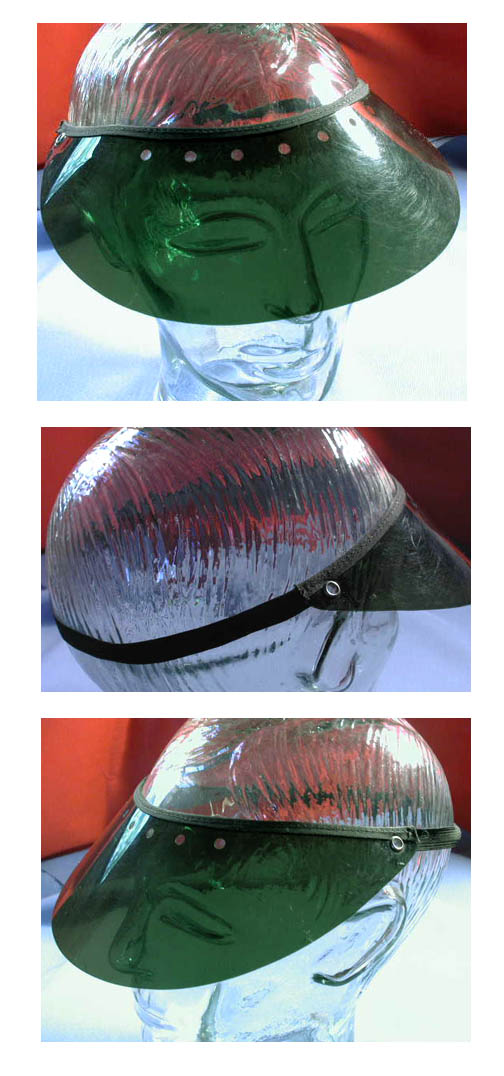
Zelený kšilt z různých úhlů

Zelený kšilt je kšilt ze zeleného nebo zelenomodrého celuloidu (výjimečně i z jiných materiálů). Velmi populární byl v USA (v menší míře i jinde) koncem 19. století a začátkem století 20. mezi účetními, telegrafisty, zaměstnanci kanceláří a dalšími lidmi pracujícími v pozicích zrakově náročných, vyžadujících zaměřování se na detaily. Svítidla začátku 20. století totiž vyřazovala příliš přímé světlo, vedoucí k únavě očí. Zelený filtr z kšiltu tento problém řešil, protože světlo zmírňoval (ze stejného důvodu se ve stejné době vyráběly tzv. bankéřské lampy se zeleným stínítkem).

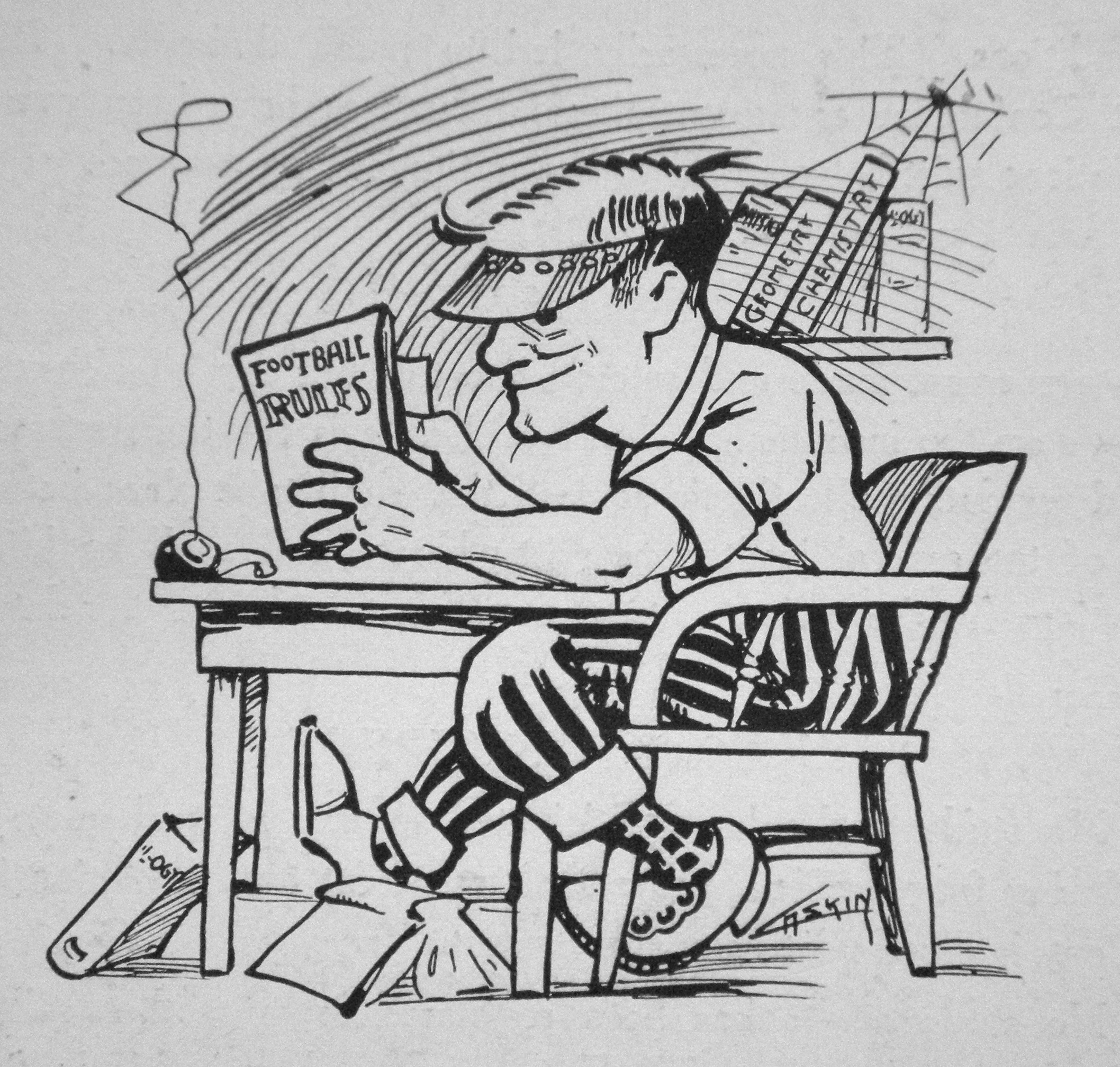
Americká karikatura z roku 1909, zobrazující studenta se zeleným kšiltem, který si místo učení čte pravidla amerického fotbalu

V populární kultuře je zelený kšilt stále spojován s účetními, auditory nebo ekonomy. V současnosti je populární mezi některými hráči pokeru v kasinech, za účelem lepšího soustředění.